# Daisy Curwen
Margaret „Daisy“ Curwen (* 6. Dezember 1889 in Liverpool; † 25. Juni 1982 in Wallasey) war eine britische Schwimmerin.

## Karriere
Curwen begann im Alter von 13 Jahren mit dem Schwimmsport. Bereits in jungen Jahren gewann sie zahlreiche regionale und nationale Titel. Im Jahr 1911 brach sie den Weltrekord über 100 m Freistil. Im Juni 1912 konnte sie diesen Rekord noch verbessern und fuhr somit als Titelfavoritin zu den Olympischen Spielen im schwedischen Stockholm. Hier gewann sie ihren Vorlauf über 100 m Freistil zunächst noch in olympischer Rekordzeit. Im Halbfinale musste sie sich der späteren Olympiasiegerin Fanny Durack geschlagen geben – die Australierin hatte bereits in ihrem Vorlauf den Weltrekord gebrochen. Kurz vor dem Finale erlitt Curwen eine akute Blinddarmentzündung und musste sich einer Notoperation unterziehen. Aus diesem Grund verpasste sie auch den Staffelwettbewerb über 4 × 100 m Freistil. Im Anschluss an die Spiele war sie weiterhin in nationalen Wettbewerben aktiv. Nach dem Ersten Weltkrieg kehrte sie dem Schwimmsport den Rücken. Ihren europäischen Rekord über 100 m Freistil hielt sie bis mindestens 1925.